# Graffito di Alessameno

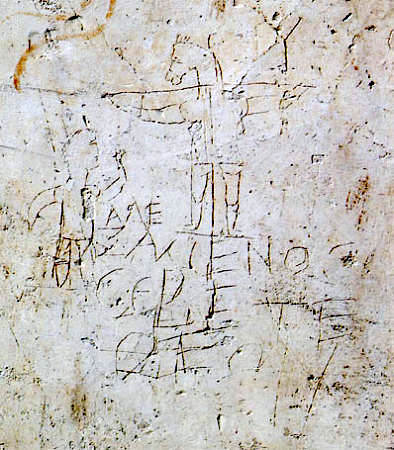
Il graffito di Alessameno.

Il graffito di Alessameno o graffito del Palatino e graffito blasfemo del Palatino è una raffigurazione, accompagnata da un'iscrizione in greco che gli archeologi interpretano come irridente nei confronti del culto del cristianesimo. Il graffito è conservato a Roma presso l'Antiquarium del Palatino.

## Descrizione del graffito
Datato probabilmente al III secolo, anche se sono possibili date anteriori fino all'anno 85; è stato trovato sul Palatino a Roma nel 1857 negli scavi del Paedagogium, una sorta di collegio di epoca domizianea, destinato in particolare alla formazione dei paggi imperiali provenienti verosimilmente da classi sociali medioalte.

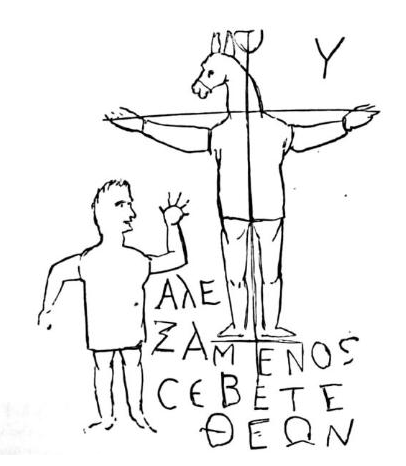
Rilievo dei contorni del graffito.

La raffigurazione è composta da tre disegni: il corpo di un uomo crocifisso con la testa di un animale (con ogni probabilità un asino o un mulo); un uomo in adorazione e infine la scritta in greco antico ΑλΕξΑΜΕΝΟς CЄΒΕΤΕ ΘΕΩN (che traslitterata corrisponde ad Alexamenos sebete theon) che significa "Alessameno venera [il suo] dio". Il testo è scritto con grafia irregolare; utilizza infatti contemporaneamente lettere maiuscole e minuscole senza utilizzare accenti. La lettera sigma (σ,Σ) iniziale del verbo sebete (σεβετε) (interpretato come una variante fonetica di σέβεται, terza persona del presente indicativo medio-passivo σέβομαι col significato di "venero, onoro") è tracciata nel graffito come una sigma lunata. Questa grafia - che assomiglia, nella forma maiuscola, ad una C in luogo della classica Σ - era tipica dell'alfabeto greco orientale. ΘΕΩN è storpiatura ortografica di ΘΕON.

## Implicazioni storiche

### Posizione dei pagani verso i cristiani
Per valutare il contesto in cui nasce questo graffito, bisogna considerare che una maggioranza religiosa consolidata può tendere ad esercitare un atteggiamento pregiudiziale e discriminatorio nei confronti dei nuovi movimenti religiosi in special modo quando ritenuti in competizione, e quindi anche la maggioranza pagana dell'epoca vedeva il nascente culto cristiano come una setta pericolosa, un qualcosa di oscuro e maligno. Erano infatti diffuse diverse opinioni sul culto praticato dai cristiani, alcune delle quali sostenevano che essi praticassero cannibalismo rituale, violenza sessuale nei confronti di bambini, omicidio e infanticidio rituale, sostenessero l'ateismo, auspicassero la resurrezione dei corpi dei morti, e proclamassero l'odio nei confronti dell'umanità. Tra queste opinioni diffuse tra i pagani vi era inoltre quella secondo cui i cristiani praticavano l'onolatria, vale a dire l'adorazione di un asino (oppure l'Onocoete), ed ecco che si spiega la raffigurazione di tale animale nel graffito di Alessameno. Come ulteriore conferma si potrebbe citare il detto asinus portans mysteria, che veniva usato dai pagani nei confronti dei primi cristiani.

### Informazioni sulla teologia cristiana
Datato sia al II secolo sia al III secolo, il graffito è una testimonianza della teologia cristiana precedente al primo concilio di Nicea (325), particolarmente significativa essendo attestata da una fonte anticristiana: dal graffito si può rilevare, infatti, che, già all'alba del cristianesimo e prima che — con il concilio di Nicea — gli venisse conferito un orientamento universalistico e venissero definiti e introdotti o modificati parecchi aspetti assenti o presenti in forma diversa nel culto arcaico, i cristiani ritenevano che Gesù fosse morto in croce.
Rappresentazione visiva contemporanea di una crocifissione romana, il graffito mette il corpo della vittima in relazione con due linee intersecanti, con cui si indica la croce, ed è notevolmente compatibile con le successive figurazioni della crocifissione di Gesù formulate a partire dal terzo e quarto secolo.
La frase del graffito, inoltre, sembra attestare, nelle intenzioni o conoscenze del suo autore, che i cristiani o per lo meno la comunità a cui apparteneva Alessameno adorassero Gesù come una divinità, anche se è difficile valutare l'esatta concezione che ne avevano. La questione della natura di Gesù era, infatti, molto dibattuta all'interno del Chiesa cristiana dei primi secoli (I-IV secolo) anche se da gruppi minoritari; infatti già nel Vangelo e nelle lettere paoline è ben specificata la divinità di Gesù. Ma da questi gruppi spesso numericamente limitati e divisi tra loro nascono diverse dottrine cristologiche (da quelle che proclamavano l'esclusiva natura divina come il docetismo a quelle che la negavano o la ridimensionavano in vario modo: cerintianesimo, adozionismo, arianesimo) vennero via via considerate eterodosse rispetto a quelle che si affermavano come maggioritarie. Tra la metà del III secolo e la prima metà del IV secolo, concordemente con la datazione più attestata del graffito (III secolo), fioriva l'arianesimo che sosteneva che la natura divina di Cristo fosse inferiore a quella di Dio; una dottrina sconfessata proprio al concilio di Nicea che con il credo niceno definiva dogmaticamente le basi del cristianesimo storico.